# Jacek Nabożny
Jacek Nabożny (ur. 8 lipca 1989) – polski lekkoatleta, wieloboista.
W latach 2005–2008 reprezentował Bolesłavię Bolesławiec, od 2009 startuje w barwach AZS-AWF Wrocław. Siódmy zawodnik mistrzostw świata juniorów (Bydgoszcz 2008). Reprezentant Polski w pucharze Europy w wielobojach – 26. miejsce w superlidze (2009) oraz 5. lokata w pierwszej lidze (2010). Medalista mistrzostw kraju w różnych kategoriach wiekowych.
Jego trenerem był Dariusz Łoś.

## Rekordy życiowe
- dziesięciobój lekkoatletyczny – 7696 pkt (2010)
- siedmiobój lekkoatletyczny (hala) – 5589 pkt (2011)